# American Antiquarian Society
De American Antiquarian Society (AAS), gevestigd in Worcester (Massachusetts), is zowel een wetenschappelijke vereniging als een nationale onderzoeksbibliotheek van de Amerikaanse geschiedenis en cultuur van vóór de twintigste eeuw. Opgericht in 1812, is het de oudste historische vereniging in de Verenigde Staten met een nationale focus. Het hoofdgebouw, bekend als Antiquarian Hall, is een nationaal historisch monument van de VS als erkenning voor deze erfenis. De missie van de AAS is het verzamelen, bewaren en beschikbaar stellen van alle gedrukte documenten van wat nu bekend staat als de Verenigde Staten van Amerika. Dit omvat materialen van de eerste Europese nederzetting tot het jaar 1876.
De AAS biedt programma's voor professionele wetenschappers, niet-gegradueerde en afgestudeerde studenten, opvoeders, professionele kunstenaars, schrijvers, genealogen en het grote publiek. De AAS heeft veel digitale collecties beschikbaar, waaronder A New Nation Votes: American Election Returns 1788-1824.
De collecties van de AAS bevatten meer dan drie miljoen boeken, pamfletten, kranten, tijdschriften, grafische materialen en manuscripten. Het Genootschap bezit naar schatting twee derde van het totale aantal boeken waarvan bekend is dat deze gedrukt zijn in wat nu de Verenigde Staten is, vanaf de oprichting van de eerste pers in 1640 tot het jaar 1820; veel van deze volumes zijn buitengewoon zeldzaam en een aantal is uniek. Historisch materiaal uit alle vijftig Amerikaanse staten, het grootste deel van Canada en Brits West-Indië is opgenomen in de AAS-repository. Een van de bekendere delen van het Genootschap is een exemplaar van het eerste boek dat in Amerika werd gedrukt, het Bay Psalm Book. De AAS heeft een van de grootste collecties kranten die tot 1876 in Amerika zijn gedrukt, met meer dan twee miljoen nummers in zijn collectie. De collectie bevat ook het eerste Amerikaanse damesblad dat door een vrouw is uitgegeven, The Humming Bird of Herald of Taste.

## Geschiedenis

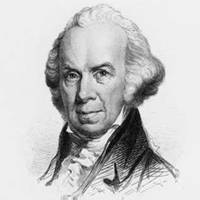
Isaiah Thomas, de oprichter van de American Antiquarian Society

Op initiatief van Isaiah Thomas werd de AAS op 24 oktober 1812 opgericht door wet van het Massachusetts General Court. Het was de derde historische vereniging die in Amerika werd opgericht, en de eerste die nationaal was in haar onderzoeksgebied. Isaiah Thomas begon de collectie met ongeveer 8.000 boeken uit zijn persoonlijke bibliotheek. Het eerste bibliotheekgebouw werd opgericht in 1820 in het centrum van Worcester, Massachusetts. In 1853 verhuisde de Society haar collecties naar een groter gebouw op de hoek van Highland Street, ook in Worcester. Dit gebouw werd later verlaten en een ander nieuw gebouw werd gebouwd. Het Georgian Revival-gebouw, ontworpen door Winslow, Bigelow & Wadsworth, werd voltooid in 1910 en staat op de hoek van Park Avenue en Salisbury Street. Er zijn verschillende toevoegingen aan dit gebouw geweest om de groeiende collectie te huisvesten, waarvan de recentste in 2003 werd voltooid. De AAS ontving de National Humanities Medal 2013 van president Barack Obama tijdens een ceremonie in het Witte Huis.

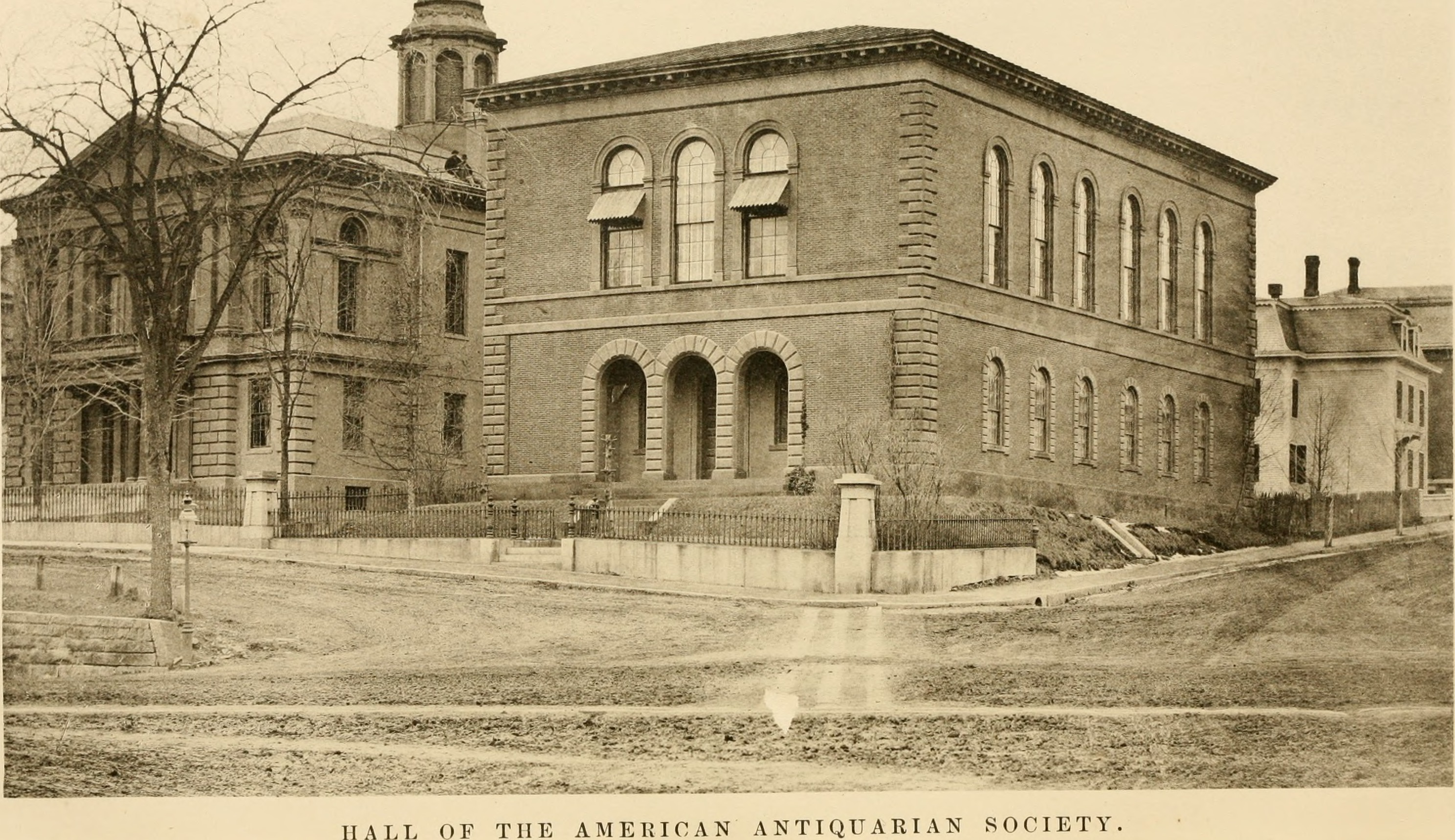
Hall (1876)

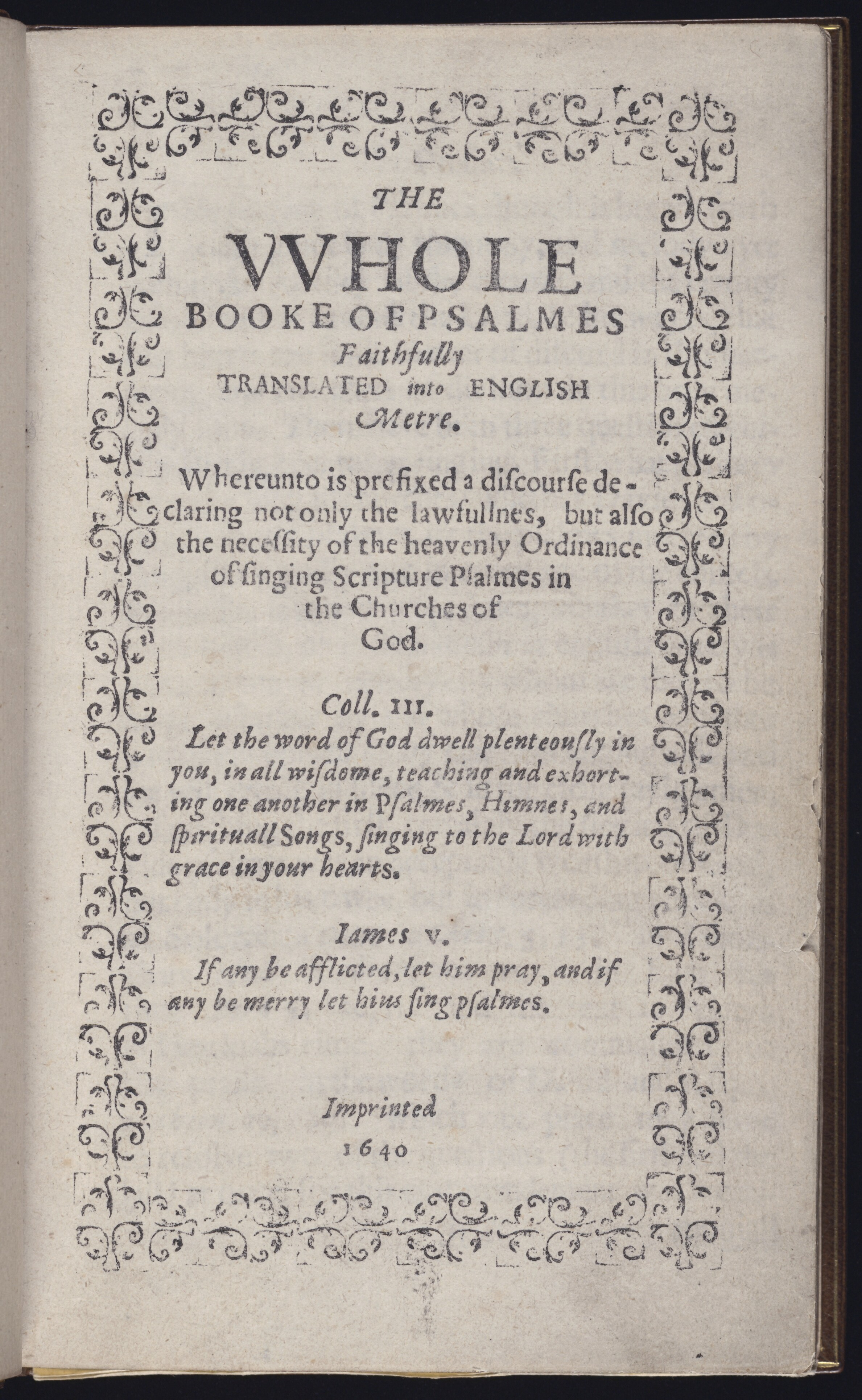
Bay Psalm Book, 1640, titelpagina

## Geschiedenis van de druktechniek
Als onderdeel van de missie van de AAS als een wetenschappelijke vereniging, biedt het een verscheidenheid aan openbare lezingen en seminars. Een onderwerp waar de AAS veel academische energie aan besteedt, is druk-technologie, vooral in het achttiende-eeuwse Brits Noord-Amerika. Aangezien Isaiah Thomas zelf krantenman was, verzamelde hij een groot aantal gedrukte materialen. Met betrekking tot het drukken, het maken van papier, het instellen van de editie en het herdrukken was er in de achttiende eeuw niet veel veranderd in de Europese technologie. Pas aan het einde van de achttiende eeuw begon het materiaal voor het maken van papier te evolueren van een handgeweven doek naar een industriële pulp. De AAS onderneemt speciale inspanningen om gedrukte documenten uit deze periode te bewaren, aangezien de Society een on-site conservatieafdeling onderhoudt met verschillende naai-, stoffen en bindmaterialen om te helpen bij het conserveringsproces.

## Opmerkelijke leden
Leden van de American Antiquarian Society zijn onder meer wetenschappers, schrijvers, journalisten, filmmakers, verzamelaars, Amerikaanse presidenten en maatschappelijke leiders. De bekendste zijn:
- John Adams (1735-1826), 2e president van de Verenigde Staten, van 1797 tot 1801
- John Quincy Adams (1767-1848), 6e president van de Verenigde Staten, van 1825 tot 1829
- Roald Amundsen (1872-1928), een Noorse ontdekkingsreiziger in de poolgebieden
- Ken Burns (1953-), een Amerikaanse documentairemaker
- Jimmy Carter (1924-2024), 39e president van de Verenigde Staten, van 1977 tot 1981
- Bill Clinton (1946-), 42e president van de Verenigde Staten, van 1993 tot 2001
- Calvin Coolidge (1873-1933), 30e president van de Verenigde Staten, van 1923 tot 1929
- Walter Cronkite (1916-2009), een Amerikaanse tv-persoonlijkheid
- Annette Gordon-Reed, (1958-), een Amerikaans jurist en historicus
- Rutherford Hayes (1822-1893), 19e president van de Verenigde Staten, van 1877 tot 1881
- Washington Irving (1783-1859), een Amerikaans auteur
- Andrew Jackson (1767-1845), 7e president van de Verenigde Staten, van 1829 tot 1837
- John Jay (1745-1829), een Amerikaans politicus, diplomaat en rechter
- Thomas Jefferson (1743-1826), 3e president van de Verenigde Staten, van 1801 tot 1809
- Jill Lepore (1966-...), een Amerikaanse historica
- James Madison (1751-1836), 4e president van de Verenigde Staten, van 1809 tot 1817
- Othniel Charles Marsh (1831-1899), een Amerikaans paleontoloog
- David McCullough (1933-), een Amerikaans auteur en geschiedkundige
- James Monroe (1758-1831), 5e president van de Verenigde Staten, van 1817 tot 1825
- Dorothy Porter Wesley (1905-1995), een bibliothecaris, bibliograaf en conservator van het Moorland-Spingarn Research Center van Howard University in Washington D.C.
- John Wesley Powell (1834-1902), een Amerikaans soldaat, geoloog en ontdekkingsreiziger van de Colorado en de Grand Canyon
- Franklin Delano Roosevelt (1882-1945), 32e president van de Verenigde Staten, van 1933 tot 1945
- Theodore Roosevelt (1858-1919), 26e president van de Verenigde Staten, van 1901 tot 1909
- William Howard Taft (1857-1930), 25e president van de Verenigde Staten, van 1909 tot 1913
- Woodrow Wilson (1856-1924), 28e president van de Verenigde Staten, van 1913 tot 1921